# Amymone

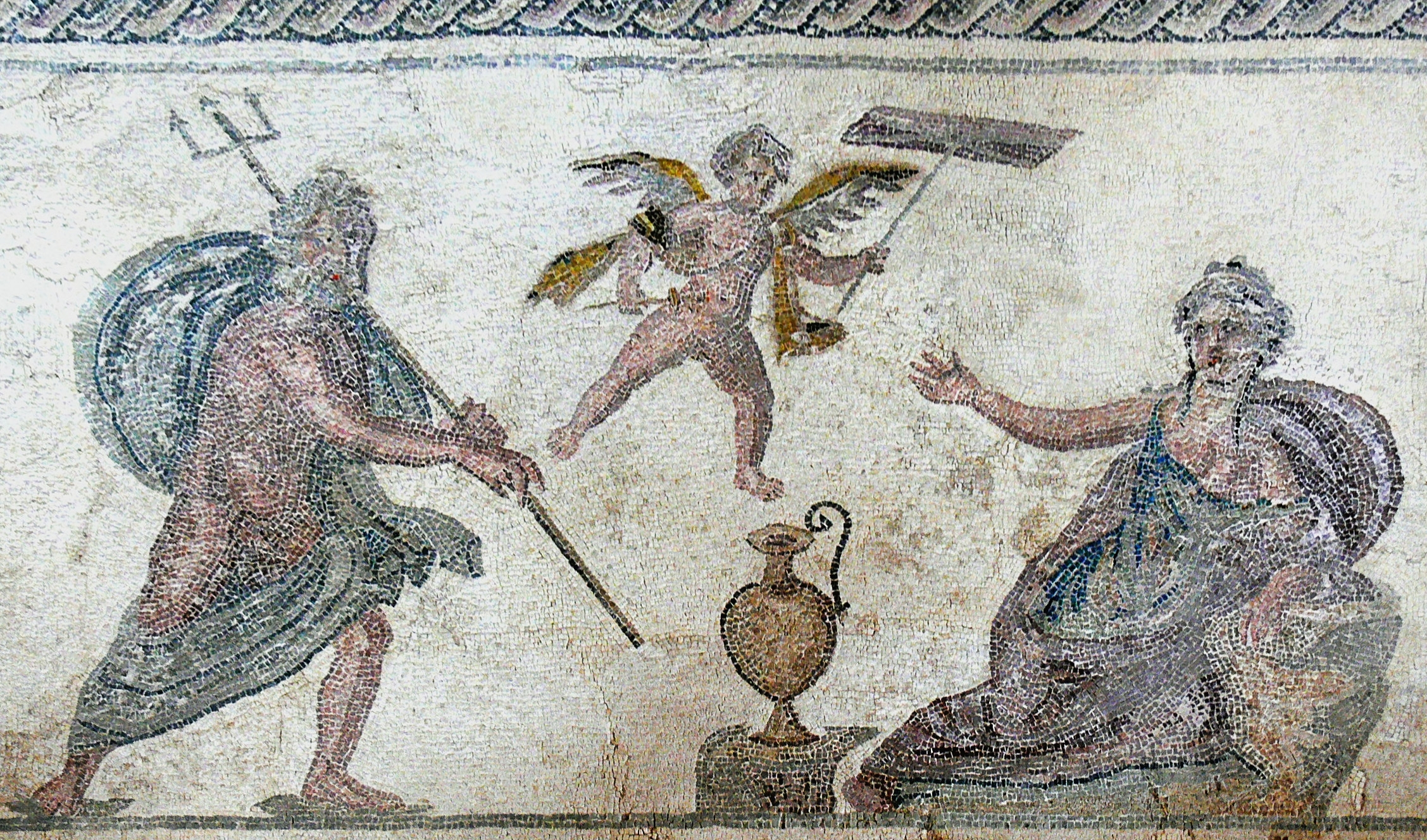
Poseidon und Amymone, Haus des Dionysos, Paphos (Zypern), 4. Jh. n. Chr.

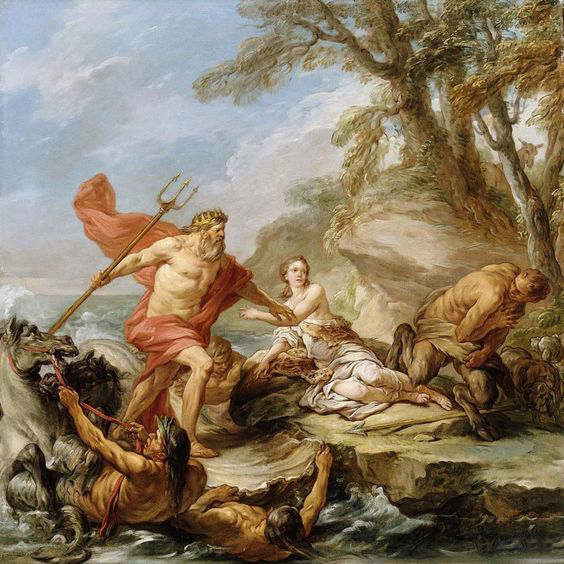
Neptun (Poseidon) und Amymone, Carle van Loo, 1757.

Amymone (altgriechisch Ἀμυμώνη Amymṓnē, deutsch ‚tadellos, vortrefflich, ausgezeichnet‘) ist in der griechischen Mythologie
eine Danaide, eine der 50 Töchter des Danaos – des Königs von Libyen und später von Argos – und eine der vier Töchter des Danaos mit Europe (namens Automate, Amymone, Agaue und Skaia). 

## Mythos
Als Danaos nach Argos kommt, wird ihm dort von König Gelanor die Herrschaft über das Land abgetreten. Die Region litt unter Wassermangel, weil Poseidon, erzürnt darüber, dass der Flussgott Inachos das Land Athene zugesprochen hatte, alle Quellen hatte versiegen lassen. Daraufhin schickte Danaos seine Töchter aus, Wasser zu schöpfen. Eine von ihnen, Amymone, schoss dabei einen Pfeil auf einen Hirsch ab, traf aber einen schlafenden Satyr, der auffuhr und das Mädchen zu vergewaltigen versuchte. Das plötzliche Auftauchen Poseidons zwang den Satyr zur Flucht, doch musste Amymone sich nun Poseidon hingegeben. Dieser zeigte ihr die Quellen in Lerna, die nach Amymone benannt wurden. In dieser Gegend hauste später die Hydra.
Später wird Amymone von ihrem Vater zusammen mit drei ihrer Vollschwestern den Söhnen des Aigyptos (Busiris, Enkelados, Lykos und Daiphron) zur Gemahlin gegeben. Von Poseidon gezeugt, bekommt Amymone später den Sohn Nauplios, den Seefahrer.